# Hideki Tōjō
Hideki Tōjō (Kyūjitai: 東條 英機; shinjitai: 東条 英機;  Tōjō Hideki (ajutor·info); n. 30 decembrie 1884 — d. 23 decembrie 1948) a fost un general al Armatei Imperiale Japoneze și prim-ministru al Japoniei pe aproape întreaga durată (18 octombrie 1941 – 22 iulie 1944)  a celui de-al Doilea Război Mondial.
Ca prim-ministru este considerat a fi responsabil pentru atacul de la Pearl Harbor, care a dus la intrarea Statelor Unite în al Doilea Război Mondial. După sfârșitul războiului, Tojo a fost condamnat la moarte pentru crime de război de către Tribunalul Militar Internațional pentru Extremul Orient și spânzurat la 23 decembrie 1948.

## Biografie
Hideki Tōjō s-a născut în districtul Kōjimachi al Tokyo-ului în 1884. A fost al treilea fiu al lui Hidenori Tōjō, un general locotenent în Armata Imperiala Japoneză. Tojo a mai avut doi frați mai mari care au murit înainte ca el să se fi născut, așa că a fost considerat cel mai mare și a avut parte de tratamentul și drepturile pe care cel mai mare fiu japonez le-ar putea primi, printre care și multă onoare. În 1909, s-a căsătorit cu Katsuko Ito, cu care a avut trei fii și patru fiice.

### Cariera militară
În 1933, Tōjō a fost promovat la rangul de general-maior și a servit ca șef al Departamentului de personal din cadrul Ministerului de Război. A fost numit comandant al Brigăzii 24 Infanterie IJA în august 1934. În septembrie 1935, Tōjō a preluat comanda Kempeitai-ului a Armatei Kwangtung în Manciuria. Porecla lui era „Lama” (Kamisori), pentru reputația sa, pentru mintea ageră și capabilitatea de a lua decizii rapid.
În timpul Incidentului din 26 februarie din 1936, Tōjō și Shigeru Honjō, susținător-ul lui Sadao Araki, au încercat înăbușirea loviturii de stat. Împăratul Hirohito însuși a fost revoltat de atacurile venite din partea consilierilor săi apropiați, și după o criză politică scurtă rebelii au fost nevoiți să se predea. În consecință, facțiunea Tōseiha a fost capabilă să scape de armata de ofițeri radicaliști, și liderii loviturii de stat au fost judecați și executați. În urma epurării, Tōseiha și Kōdōha au fost unificate, iar Tōjō a primit o poziție de conducere. Tōjō a fost promovat ca Șef de Stat Major al Armatei Kwangtung în 1937. Ca șef de Stat Major, Tōjō a fost responsabil pentru diverse operațiuni militare menite să sporească incursiunea Japoniei în Mongolia și regiunile de frontieră ale Mongoliei interioare cu Manchukuo. În iulie 1937, a condus personal unități din prima Brigadă Independentă mixtă în Operațiunea Chahar, singura sa experiență de luptă.
După Incidentul de la podul Marco Polo din 1937, care a marcat începutul celui de-al Doilea Război Chino-Japonez, Tōjō a ordonat forțelor sale să atace Hopei si alte ținte din nordul Chinei. Tōjō a primit evrei refugiați în conformitate cu politica națională japoneză în ciuda protestelor nemților. A fost rechemat în Japonia în mai 1938 pentru a servi ca Vice-ministru al Ministerului de Război, sub comanda ministrului Seishirō Itagaki. Din decembrie 1938 până în 1940, Tōjō a fost Inspector-General al Aviației Armatei.